# David James Gardiner Rose
Sir David James Gardiner Rose GCMG, CVO, MBE (* 10. April 1923 in Britisch-Guayana; † 10. November 1969 in London) war ein britischer Kolonialpolitiker, letzter Administrator von Antigua und Barbuda sowie Generalgouverneur von Guyana.

## Biografie
Nach dem Studium am Mount St. Mary’s College in Derbyshire trat er in die britische Kolonialverwaltung ein und war zunächst Stellvertretender Polizeipräsident für die Kriminalpolizei (Assistant Commissioner of Police - Crime) von Britisch-Guyana. Im Anschluss daran erfolgte seine Ernennung zum Verteidigungsoffizier bei der Bundesregierung der Westindischen Föderation.
Kurze Zeit später war er zunächst amtierender Administrator von Antigua und St. Lucia, ehe er am 6. März 1964 als Nachfolger von Ian Graham Turbott letzter Administrator von Antigua und Barbuda wurde. Dieses Amt übte er bis zum 16. Dezember 1966 aus, als er Generalgouverneur von Guyana wurde. Zugleich wurde er von der Königin als Knight Grand Cross des Order of St. Michael and St. George in den Adelsstand erhoben.
Im Zuge der geplanten Unabhängigkeit von Guyana als Republik am 23. Februar 1970 war er als erster Präsident von Guyana vorgesehen. Dieses Amt konnte er jedoch nicht mehr antreten, da er bei dem Einsturz eines neunstöckigen Baugerüsts in London ums Leben kam, wo er die Entlassungsurkunde von Königin Elisabeth II. entgegennehmen wollte.
Im Laufe seines Lebens wurde er auch 1954 als Member des Order of the British Empire sowie 1966 als Commander des Royal Victorian Order ausgezeichnet. Darüber hinaus wurde ihm 1970 posthum der Order of Excellence von Guyana verliehen.